# Coran d'Ys
 (janvier 2011).
- Si vous ne connaissez pas le sujet, laissez ce bandeau (vous pouvez alors contacter les auteurs).
- Si vous supprimez le contenu mis en cause (vous pouvez préalablement contacter les auteurs),

argumentez précisément cette suppression dans la page de discussion
(un manque de référence n'est pas un argument ; une recherche réelle de référence doit avoir été effectuée, être formellement documentée).
 (janvier 2011).
Si vous disposez d'ouvrages ou d'articles de référence ou si vous connaissez des sites web de qualité traitant du thème abordé ici, merci de compléter l'article en donnant les références utiles à sa vérifiabilité et en les liant à la section « Notes et références ».
Victorien Harel dit Coran d'Ys, né le 19 octobre 1877 à Châteaubriant et mort le 31 octobre 1954 à Quimper, est un peintre français. Sans formation artistique particulière, Coran d'Ys est un autodidacte rattaché le plus souvent au mouvement réaliste des années 1930.

## Biographie
Victorien Harel dit Coran d’Ys est né en Loire-Atlantique, dans la ville de Châteaubriant. Il passe une enfance tranquille à Nantes au sein d’une famille modeste. Son premier travail l’emmène en Bretagne, région dans laquelle il finit par s’installer en 1926. Vivant alors à Concarneau dans le Finistère Sud, Victorien Harel adopte le nom de Coran d’Ys lorsqu’il commence à peindre.

### Paris et la notoriété
Son travail gagne en notoriété durant les années 1930. L’exposition de ses toiles s’étend au-delà de Bretagne et ce jusqu’à la capitale. Il peint alors des paysages bretons, le plus souvent sous forme de gouaches et d’aquarelles au trait fin et au style japonisant. Les galeries Georges Petit à Paris expose son travail au début des années 1930 ; Coran d’Ys reçoit alors le soutien de Charles Daniélou, ministre de la Marine Marchande de 1930 à 1931 au sein du gouvernement de Théodore Steeg et ancien député du Finistère. Le 19 mai 1933, alors ministre de la santé publique dans le gouvernement d’Édouard Daladier, Charles Daniélou adresse une lettre au peintre dans laquelle il écrit : « Cher Monsieur, Madame Daniélou sera très heureuse de recevoir une de vos peintures si originales. Vous pourriez me l’adresser au ministère 17 rue de Tilsitt, Paris. Avec mon bon souvenir, Daniélou ».
L'année 1932 marque une nouvelle étape prolifique dans l’œuvre de Coran d’Ys lorsqu’il s’intéresse pour la première fois aux fonds sous-marins. Ses peintures surprennent par leur exactitude, fruit du laborieux travail de recherche que Coran d’Ys effectue pour chaque nouvelle toile. Durant cette période, l’artiste s’inscrit au sein du courant réaliste débuté en peinture en 1930. Le 30 septembre 1932, Louis Roule, professeur reconnu au Muséum d’histoire naturelle de Paris et spécialisé dans l’étude des invertébrés marins et des poissons, encourage la publication des œuvres de Coran d’Ys dans le magazine hebdomadaire « L'illustration ». Sociétaire des Artistes français et désormais reconnu publiquement comme une figure de la peinture réaliste du début des années 1930, Coran d’Ys enchaîne les commandes auprès d’admirateurs ou d’organisations publiques. Ainsi, en 1935, la Marine nationale lui commande des panneaux muraux destinés aux contre-torpilleurs Le Fantasque et le Chacal. Malgré sa reconnaissance et ses expositions parisiennes, Coran d’Ys conserve des liens forts avec la Bretagne, il reste alors actif au sein de l’Union artistique des amis de Concarneau durant l’entre-deux guerres. Parmi ses amis, on recense les peintres Eugène Labitte, Arthur Midy, Léon Broquet, Maurice Ménardeau ou encore Henry Vollet.

### 1937, l'année du changement
Sa première épouse meurt en 1937 et l’artiste Concarnois se remarie à Ergué-Armel en 1939. Après la perte de son premier amour, Coran d’Ys quitte Concarneau rempli de souvenirs trop oppressants et part s’installer à Quimper. Ce changement se retrouve dans sa peinture, l’artiste abandonne alors les fonds marins et les côtes finistériennes pour se consacrer aux paysages de Cornouaille. Il continuera toutefois à y exposer ses œuvres. Il meurt en 1954.

## «Rose marine», la maison Harel

### Une architecture moderne
En 1930, alors qu'il réside encore à Concarneau, Coran d'Ys se fait bâtir une imposante villa à l'angle de la place de la Croix et de la rue Jean-Bart qu'il baptise « Rose marine », détruite en septembre 2011. Pour l'époque, l'architecture apparaît comme extrêmement moderne et révolutionnaire de par son imposante masse angulaire et son escalier d'accès en pierre de taille. L'originalité du bâtiment tient également à sa décoration intérieure, entièrement réalisée par l'artiste lui-même.

### Vente et controverse
En mai 2010, un permis de démolition est délivré pour la maison du peintre. Un nouveau projet immobilier prévoit la construction d’un immeuble en lieu et place de l’ancienne villa. Pourtant, quelques années auparavant, les Bâtiments de France avaient refusé un projet similaire en argumentant sur la valeur historique et culturelle de l’habitation. Dans un entretien accordé au quotidien Ouest France,Patrick Cathelain, l'assistant de l'architecte, explique : « cette maison, vue de l’extérieur, ne paraît pas très intéressante, mais quand on y rentre, c’est quelque chose, l’intérieur est de très grande qualité ». La décision des Bâtiments de France a pu être contourné, leur avis sur les zones de protection du patrimoine architectural urbain et paysagé (ZPPAUP) étant désormais consultatif et non conforme depuis la loi votée le jeudi 23 juillet 2009.
À la suite de cette décision et en accord avec les héritiers du peintre, les quelque cinquante toiles et autres objets d’art qui décoraient la villa ont été mis en vente à l’hôtel des ventes de Quimper le 30 juillet 2010. Les toiles sont en majorité de larges panneaux muraux représentant des paysages et autres oiseaux marins.